# Turkmenistan ai Giochi della XXVIII Olimpiade
Il Turkmenistan partecipò ai Giochi della XXVIII Olimpiade, svoltisi ad Atene, Grecia, dal 13 al 29 agosto 2004, con una delegazione di 9 atleti impegnati in sei discipline.

## Delegazione
| Sport             | Uomini | Donne | Totale |
| ----------------- | ------ | ----- | ------ |
| Atletica leggera  | 1      | 1     | 2      |
| Judo              | -      | 1     | 1      |
| Nuoto             | 1      | 1     | 2      |
| Pugilato          | 2      | -     | 2      |
| Sollevamento pesi | 1      | -     | 1      |
| Tiro              | 1      | -     | 1      |
| Totale            | 6      | 3     | 9      |

## Risultati

### Atletica leggera
| Q | Qualificato al turno successivo per la Classifica in qualificazione                                                          |
| q | Qualificato per il turno successivo per ripescaggio o, negli eventi su campo, conquistando la misura minima per qualificarsi |

Maschile
Eventi su pista e strada
| Atleta         | Evento      | Batteria  | Batteria   | Semifinale      | Semifinale      | Finale          | Finale          |
| Atleta         | Evento      | Risultato | Classifica | Risultato       | Classifica      | Risultato       | Classifica      |
| -------------- | ----------- | --------- | ---------- | --------------- | --------------- | --------------- | --------------- |
| Nazar Begliýew | 800 m piani | 1'49"64   | 6º         | non qualificato | non qualificato | non qualificato | non qualificato |

Femminile
Eventi sul campo
| Svetlana Pescova | Salto in lungo | 5,64 m | 37ª | non qualificata | non qualificata | non qualificata | non qualificata |

### Judo
Femminile
| Atleta           | Evento | Preliminari             | 16-esimi             | Ottavi               | Quarti               | Semifinali           | Ripescaggio          | Finale               | Pos.            |
| Atleta           | Evento | Avversaria Punteggio    | Avversaria Punteggio | Avversaria Punteggio | Avversaria Punteggio | Avversaria Punteggio | Avversaria Punteggio | Avversaria Punteggio | Pos.            |
| ---------------- | ------ | ----------------------- | -------------------- | -------------------- | -------------------- | -------------------- | -------------------- | -------------------- | --------------- |
| Nasiba Surkiýewa | -70 kg | Howey (GBR) P 0000–1011 | non qualificata      | non qualificata      | non qualificata      | non qualificata      | non qualificata      | non qualificata      | non qualificata |

### Nuoto
Maschile
| Atleta                  | Evento            | Batteria  | Batteria   | Semifinale      | Semifinale      | Finale          | Finale          |
| Atleta                  | Evento            | Risultato | Classifica | Risultato       | Classifica      | Risultato       | Classifica      |
| ----------------------- | ----------------- | --------- | ---------- | --------------- | --------------- | --------------- | --------------- |
| Hojamämmet Hojamämmedow | 50 m stile libero | 27"68     | 72º        | non qualificato | non qualificato | non qualificato | non qualificato |

Femminile
| Atleta         | Evento      | Batteria  | Batteria   | Semifinale      | Semifinale      | Finale          | Finale          |
| Atleta         | Evento      | Risultato | Classifica | Risultato       | Classifica      | Risultato       | Classifica      |
| -------------- | ----------- | --------- | ---------- | --------------- | --------------- | --------------- | --------------- |
| Ýelena Roýkowa | 100 m dorso | 1'15"48   | 42ª        | non qualificato | non qualificato | non qualificato | non qualificato |

### Pugilato
Maschile
| Atleta           | Evento            | 16-esimi                 | Ottavi                | Quarti               | Semifinali           | Finale               | Pos.            |
| Atleta           | Evento            | Avversario Punteggio     | Avversario Punteggio  | Avversario Punteggio | Avversario Punteggio | Avversario Punteggio | Pos.            |
| ---------------- | ----------------- | ------------------------ | --------------------- | -------------------- | -------------------- | -------------------- | --------------- |
| Aliasker Başirow | Pesi welter       | Jasevičius (LTU) V 54–21 | Artayev (KAZ) P 23–33 | non qualificato      | non qualificato      | non qualificato      | non qualificato |
| Şöhrat Kurbanow  | Pesi mediomassimi | El Shamy (EGY) P 22–44   | non qualificato       | non qualificato      | non qualificato      | non qualificato      | non qualificato |

### Sollevamento pesi
Maschile
| Atleta             | Evento          | Strappo   | Strappo    | Slancio   | Slancio    | Totale | Classifica |
| Atleta             | Evento          | Risultato | Classifica | Risultato | Classifica | Totale | Classifica |
| ------------------ | --------------- | --------- | ---------- | --------- | ---------- | ------ | ---------- |
| Ümürbek Bazarbaýew | -62 kg maschile | 130       | 9º         | 157.5     | 10º        | 287.5  | 7º         |

### Tiro a segno/volo
Maschile
| Atleta         | Evento                    | Qualificazioni | Qualificazioni | Finale          | Finale          |
| Atleta         | Evento                    | Punti          | Classifica     | Punti           | Classifica      |
| -------------- | ------------------------- | -------------- | -------------- | --------------- | --------------- |
| Igor Pirekeýew | Carabina 50 m a terra     | 594            | =9º            | non qualificato | non qualificato |
| Igor Pirekeýew | Carabina 50 m 3 posizioni | 1156           | =22º           | non qualificato | non qualificato |